# Hans Beyer
Hans Beyer (Bergen, 23 de agosto de 1889 — Rana, 15 de maio de 1965) foi um ginasta norueguês que competiu em provas de ginástica artística pela nação.
Beyer é o detentor de uma medalha olímpica, conquistada na edição de 1912, nos Jogos de Estocolmo. Na ocasião, foi o medalhista de ouro da prova coletiva de sistema livre ao lado de seus 23 companheiros de equipe, quando superou as nações da Finlândia e Dinamarca, prata e bronze respectivamente.